# Peter van Inwagen
Peter van Inwagen (ur. 21 września 1942) – amerykański profesor filozofii na Uniwersytecie w Notre Dame. Jest autorem ważnych prac na temat wolnej woli oraz jednej z dwóch koncepcji mortalizmu antynaturalistycznego głoszącej, że śmierć człowieka jako organizmu biologicznego jest iluzją dopuszczoną przez Boga. 

## Wybrane publikacje

### Artykuły
- Freedom to Break the Laws, Midwest Studies in Philosophy (2004)
- A Theory of Properties, Oxford Studies in Metaphysics (2004)
- Existence, Ontological Commitment, and Fictional Entities, The Oxford Handbook of Metaphysics (2003)
- Free WIll Remains a Mystery, Philosophical Perspectives (2000)
- Materialism and the Psychological Continuity Account of Personal Identity, Philosophical Perspectives (1997)
- Temporal Parts and Identity across Time, The Monist (2000)
- Modal Epistemology, Philosophical Studies (1998)

### Książki
- The Problem of Evil (2006)
- Ontology, Identity, and Modality (2001)
- The Possibility of Resurrection and Other Essays in Christian Apologetics (1997)
- God, Knowledge and Mystery (1995)
- Metaphysics (1993)
- Material Beings (1990)
- An Essay on Free Will (1983)